# Thomas Winding
Thomas Winding född 4 oktober 1936 i Köpenhamn, död 5 juli 2008, var en dansk författare och radio- och TV-producent.
Winding var son till författaren Ole Vinding och Aase Thekla Vinding. Under perioden 1956–1958 var han elev på Det Kongelige Danske Kunstakademi och var 1958–1961 illustratör på Social-Demokraten (senare Aktuelt). Under perioden 1963–1983 var han anställd som författare och tv-producent för Danmarks Radios barn- och ungdomsavdelning. Mellan åren 1984 och 1988 var han högskolelärare och högskoleföreståndare på Ærø och 1993–1994 var han lärare på Filmhögskolan i Ebeltoft.  
Winding bodde i Skovby på Ærø vid sin död 2008.